# ناروتو شيبودن (الموسم 12)
تعد قائمة الحلقات من سلسلة أنمي ناروتو شيبودن الموسم الثاني عشر منتمية إلى «الجزء الثاني» من الإعداد لسلسلة مانغا ناروتو المُؤلفة من قبل ماساشي كيشيموتو. الحلقات يتم إخراجها بواسطة المخرج هاياتو داتيه ومن إنتاج ستوديو بييرو وتلفزيون طوكيو.
يركز الموسم على تدريب ناروتو أوزوماكي على السيطرة على «الثعلب ذو التسع ذيول (الكيوبي)» واليوم الأول من الحرب العالمية ضد المنظمة الإجرامية الأكاتسكي.
كانت بداية بث الموسم الثاني عشر في 5 يناير 2012 في تلفزيون طوكيو وانتهت في 16 أغسطس 2012.
كانت بداية جمع هذا الموسم دي في دي في 3 أكتوبر 2012 تحت عنوان ترويض الثعلب ذو التسع ذيول (九尾掌握と因果なる邂逅 كيوبي شاوكو).
الحلقات 248 و 249 أخرجا معا تحت العنوان «وحدة التخزين الخاصة: ولادة ناروتو» (特別編 ~ ナルト誕生 ~؟) في 1 أغسطس 2012، والحلقات 257 إلى 260 تم إصدارها في 5 سبتمبر 2012 تحت عنوان «وحدة التخزين الخاصة: مصائر الاثنين» (特別編 ~ 宿命の二人 ~؟).
يحتوي الموسم على خمس أغان: شارتا بداية وثلاث شارات نهاية. افتتاح الشارة الأولى، تم ادراجها ضمن الحلقات 243 إلى 256. وشارة البداية الثانية، «روك توتسوجيكي» (突撃ロック؟، «الاعتداء روك») وتم ادراجها من الحلقة 257 إلى الحلقة 275.
شارة النهاية الأولى، "بجانب الجهاز" (バイマイサイド سيدو مي "بأي"؟)، وادرجت بين الحلقات 243 إلى 256. والشارة الثانية "تتالي" (カスケード ؟)، وأدرجت بين الحلقات 257 إلى 268. والشارة الثالثة، "كونو كوي كاراشيتي تشن ويستخدم من الحلقة 269 إلى 275.

## قائمة الحلقات
| الرقم | عنوان الحلقة                                                             | فصول المانغا                                        | تاريخ العرض الأصلي                                  |
| ...متابعة العد التنازلي لحرب النينجا العظمى الرابعة | ...متابعة العد التنازلي لحرب النينجا العظمى الرابعة                      | ...متابعة العد التنازلي لحرب النينجا العظمى الرابعة | ...متابعة العد التنازلي لحرب النينجا العظمى الرابعة |
| --- | ------------------------------------------------------------------------ | --------------------------------------------------- | --------------------------------------------------- |
| 243 | «أرض أهوي! هل هذه جزيرة الجنة؟» (上陸! 楽園の島?)                        | 491-493                                             | 5 يناير 2012                                        |
| 244 | «كيلر بي وموتوي» (キラービーとモトイ)                                    | 493-494                                             | 12 يناير 2012                                       |
| 245 | «التحدي التالي! ناروتو ضد ذو التسعة ذيول» (さらなる試練! ナルトVS九尾!!) | 495-497                                             | 19 يناير 2012                                       |
| 246 | «الوهج البرتقالي» (オレンジ色の輝き)                                     | 497-498                                             | 26 يناير 2012                                       |
| 247 | «الهدف: ذو التسعة ذيول» (狙われた九尾)                                   | 499-500                                             | 2 فبراير 2012                                       |
| 248 | «قتال الهوكاغي الرابع المميت!» (四代目の死闘!!)                          | 500-503                                             | 9 فبراير 2012                                       |
| 249 | «"شكرًا لك"» (「ありがとう」)                                             | 503-504                                             | 9 فبراير 2012                                       |
| 250 | «المعركة في الجنة! الوحش الغريب ضد الوحش» (珍獣VS怪人! 楽園の戦い!)      | 505-507                                             | 16 فبراير 2012                                      |
| 251 | «الرجل الذي يدعى كيسامي» (鬼鮫という男)                                  | 507-508                                             | 23 فبراير 2012                                      |
| 252 | «ملاك الموت» (死へいざなう天使)                                          | 508-509                                             | 1 مارس 2012                                         |
| 253 | «جسر للسلام» (平和への懸け橋)                                            | 510-511                                             | 8 مارس 2012                                         |
| 254 | «المهمة السرية العليا رتبة إس» (ドS級極秘任務)                           | 512-513                                             | 15 مارس 2012                                        |
| 255 | «عودة الفنان» (芸術家再び)                                               | 513-514                                             | 22 مارس 2012                                        |
| 256 | «التجمع! قوات النينجا المتحالفة!» (集結! 忍連合軍!)                      | 515                                                 | 29 مارس 2012                                        |
| حلقات مستقلة |                                                                          |                                                     |                                                     |
| 257 | «اللقاء» (出会い)                                                        | 538                                                 | 5 أبريل 2012                                        |
| 258 | «المنافسون» (ライバル)                                                   | حصرية                                               | 12 أبريل 2012                                       |
| 259 | «الصدع» (亀裂)                                                           | حصرية                                               | 19 أبريل 2012                                       |
| 260 | «الانفصال» (離別)                                                        | حصرية                                               | 26 أبريل 2012                                       |
| اندلاع حرب النينجا العظمى الرابعة (第四次忍界大戦 (破) دايوجي نينكاي تايسِن (ها)) (مانغا) سيافو النينجا السبعة (忍刀七人衆 شينوبيغاتانا شيتشينين-شو) (أنمي) |                                                                          |                                                     |                                                     |
| 261 | «لأجل صديق» (友のために)                                                 | 515-516                                             | 3 مايو 2012                                         |
| 262 | «اندلاع الحرب» (開戦)                                                    | 517-518                                             | 10 مايو 2012                                        |
| 263 | «ساي وشين» (サイとシン)                                                  | 518-519                                             | 17 مايو 2012                                        |
| 264 | «أسرار تقنية الإحياء» (穢土転生の秘密)                                   | 519-521                                             | 24 مايو 2012                                        |
| 265 | «عودة عدو قديم» (宿敵との再会)                                           | 520-522                                             | 31 مايو 2012                                        |
| 266 | «المنافس الأول والأخير» (最初の敵, 最後の敵)                             | 521-524                                             | 7 يونيو 2012                                        |
| 267 | «المستشار العسكري العبقري من قرية الورق» (木ノ葉の天才軍師)              | 525                                                 | 21 يونيو 2012                                       |
| 268 | «ساحة المعركة» (それぞれの激戦!!)                                        | 525-526                                             | 28 يونيو 2012                                       |
| 269 | «كلمات محرمة» (NGワード)                                                 | 527-528                                             | 5 يوليو 2012                                        |
| 270 | «روابط ذهبية» (金色の絆)                                                 | 529-530                                             | 19 يوليو 2012                                       |
| حلقة مستقلة |                                                                          |                                                     |                                                     |
| 271 | «الطريق إلى ساكورا» (Road to Sakura)                                     | حصرية                                               | 26 يوليو 2012                                       |
| ...متابعة اندلاع حرب النينجا العظمى الرابعة |                                                                          |                                                     |                                                     |
| 272 | «ميفون ضد هانزو» (ミフネVS半蔵)                                          | 530-532                                             | 2 أغسطس 2012                                        |
| 273 | «طفولة حقيقية» (本当 の優しさ)                                           | 530-533                                             | 9 أغسطس 2012                                        |
| 274 | «تشكيلة إينو-شيكا-تشو الكاملة!» (完璧な猪鹿蝶!!)                         | 533-534                                             | 9 أغسطس 2012                                        |
| 275 | «رسالة في القلب» (心の中の手紙)                                          | 534-536                                             | 16 أغسطس 2012                                       |

## إصدارات منزلية
| مجلد | تاريخ         | أقراص | حلقات        | مرجع  |
| ---- | ------------- | ----- | ------------ | ----- |
| 1    | 3 أكتوبر 2012 | 1     | 243–247      | [ 6 ] |
| 2    | 7 نوفمبر 2012 | 1     | 250–253      | [ 6 ] |
| 3    | 5 ديسمبر 2012 | 1     | 254–256، 261 | [ 6 ] |
| 4    | 9 يناير 2013  | 1     | 262–265      | [ 6 ] |
| 5    | 6 فبراير 2013 | 1     | 266–270      | [ 6 ] |
| 6    | 6 مارس 2013   | 1     | 271–275      | [ 6 ] |